# Finnegan Oldfield
Finnegan Oldfield (Parigi, 10 gennaio 1991) è un attore francese con cittadinanza britannica.

## Filmografia

### Cinema
- I muri alti - Les Hauts Murs (Les Hauts Murs), regia di Christian Faure (2008)
- Poupoupidou, regia di Gérald Hustache-Mathieu (2011)
- Mineurs 27, regia di Tristan Aurouet (2011)
- La Mer à l'aube, regia di Volker Schlöndorff (2011)
- La Marche, regia di Nabil Ben Yadir (2013)
- Week-ends, regia di Anne Villacèque (2014)
- Geronimo, regia di Tony Gatlif (2014)
- À toute épreuve, regia di Antoine Blossier (2014)
- Lili Rose, regia di Bruno Ballouard (2014)
- Ni le ciel ni la terre, regia di Clément Cogitore (2015)
- Les Cowboys, regia di Thomas Bidegain (2015)
- Bang Gang (une histoire d'amour moderne), regia di Eva Husson (2015)
- Nocturama, regia di Bertrand Bonello (2016)
- Riparare i viventi (Réparer les vivants), regia di Katell Quillévéré (2016)
- Una vita (Une vie), regia di Stéphane Brizé (2016)
- Marvin ou la belle éducation, regia di Anne Fontaine (2017)
- La promessa dell'alba (La Promesse de l'aube), regia di Éric Barbier (2017)
- Le Poulain, regia di Mathieu Sapin (2018)
- Exfiltrés, regia di Emmanuel Hamon (2019)
- 2,6/5, episodio di Selfie, regia di Tristan Aurouet (2019)
- La Terre des hommes, regia di Naël Marandin (2020)
- Gagarine - Proteggi ciò che ami (Gagarine), regia di Fanny Liatard e Jérémy Trouilh (2020)
- Cut! Zombi contro zombi (Coupez!), regia di Michel Hazanavicius (2022)
- Il corsetto dell'imperatrice (Corsage), regia di Marie Kreutzer (2022)
- Vermines, regia di Sébastien Vaniček(2023)
- Alpha, regia di Julia Ducournau (2025)

### Televisione
- L'Île atlantique, regia di Gérard Mordillat – film TV (2003)
- Il commissariato Saint Martin (P.J.) – serie TV, episodio 9x08 (2005)
- La Commune – serie TV, episodi 1x02-1x03-1x04 (2007)
- Spiral (Engrenages) – serie TV, 5 episodi (2010)
- Braquo – serie TV, episodio 3x03 (2014)
- Ceux qui dansent sur la tête, regia di Magaly Richard-Serrano – film TV (2014)
- Demain si j'y suis – serie TV, episodio 1x02 (2016)
- Amour fou, regia di Mathias Gokalp – miniserie TV (2020)
- Das Boot – serie TV, 5 episodi (2020)
- Gone for Good - Svaniti nel nulla (Disparu à jamais), regia di Juan Carlos Medina – miniserie TV (2021)

### Cortometraggi
- Johnny, regia di Bruno Ballouard (2011)
- Ce n'est pas un film de cow-boys, regia di Benjamin Parent (2012)
- Le Quepa sur la vilni!, regia di Yann Le Quellec (2013)
- Désolée pour hier soir, regia di Hortense Gélinet (2013)
- Trucs de gosse, regia di Émilie Noblet (2013)
- La Traversée, regia di Thibaut Wohlfahrt (2014)
- Panda, regia di Anthony Lapia (2014)
- La Grenouille et Dieu, regia di Alice Furtado (2014)
- Mademoiselle, regia di Guillaume Gouix (2014)
- Ce monde ancien, regia di Idir Serghine (2014)
- Cross, regia di Idir Serghine (2018)
- Aquariens, regia di Alice Barsby (2021)
- Sauce à part, regia di Yoann Zimmer (2021)

## Doppiatori italiani
- Flavio Aquilone in Riparare i viventi
- Ruggero Andreozzi in Una vita
- Andrea Oldani in Gagarine - Proteggi ciò che ami
- Mirko Cannella in Svaniti nel nulla
- Manuel Meli in Cut! Zombi contro zombi

## Riconoscimenti
- Premio César
  - 2016 – Candidatura alla migliore promessa maschile per Les Cowboys
  - 2018 – Candidatura alla migliore promessa maschile per Marvin ou la belle éducation
- Premio Lumière
  - 2017 – Candidatura alla migliore promessa maschile per Bang Gang (une histoire d'amour moderne)
  - 2018 – Candidatura alla migliore promessa maschile per Marvin ou la belle éducation
- Festival international du court métrage de Clermont-Ferrand
  - 2013 – Migliore attore per Ce n'est pas un film de cow-boys